# Josef Thannhuber
Josef Thannhuber SDB (* 24. November 1880 in Wurmannsquick bei Altötting; † 29. August 1920 in Palmeiras) war ein deutscher Ordenspriester und Missionar in Brasilien.

## Leben
Nachdem Thannhuber zunächst das Schneiderhandwerk erlernt hatte, entschied er sich, Salesianer Don Boscos zu werden und ging dafür in das Spätberufenenseminar der Salesianer nach Foglizzo in Italien. Dort wuchs auch sein Wunsch, in der Mission zu wirken. Nach dem Noviziat 1901 in Ivrea und der ersten Profess wurde der junge Ordensmann als Missionar nach Mato Grosso in Brasilien geschickt. Nachdem er dort am 1. März 1903 angekommen war, studierte er zunächst Theologie. Nach der Priesterweihe am 18. Februar 1906 wirkte er zunächst bis 1916 an den Kollegien der Salesianer Don Boscos in Cuiabá und Corumbá, unterbrochen nur durch einen Heimaturlaub im Jahr 1909, bei dem er in Wurmannsquick die Primiz nachholte. Ab 1. Mai 1916 leitete Thannhuber die Missionsstation Palmeiras, die 1907 gegründet worden war, vorrangig der Seelsorge für die weißen Siedler diente, aber auch den Kontakt zum Indianerstamm der Bororo pflegen sollte. Zwischenzeitlich war er auch Provinzialrat für die amerikanischen Provinz. Nachdem der französische Salesianer und spätere Apostolische Administrator von Registro do Araguaya João Batista Conturon zum Militärdienst einberufen wurde, übernahm er kurzzeitig zum 1. Januar 1919 an dessen Stelle die Leitung des Kollegs in Cuiabá. Da der Erste Weltkrieg aber bereits beendet war, konnten beide bald wieder an ihre eigentlichen Wirkungsstätten zurückkehren. 
Am 29. August 1920 wurde Thannhuber durch den Banditen Tobias Fernandes erschossen, der mit seiner Gruppe die Missionsstation überfiel. Thannhuber hatte zuvor sein Leben für die anderen Missionare angeboten. Nachdem seine Anhänger ihm die Gefolgschaft verweigerten, schoss Fernandes selbst. Die Vorgänge wurden nie vollständig aufgeklärt, die Missionsstation wurde danach aufgelöst.

## Würdigung
Die katholische Kirche hat Pater Josef Thannhuber als Glaubenszeugen in das deutsche Martyrologium des 20. Jahrhunderts aufgenommen.